# 富锦路站

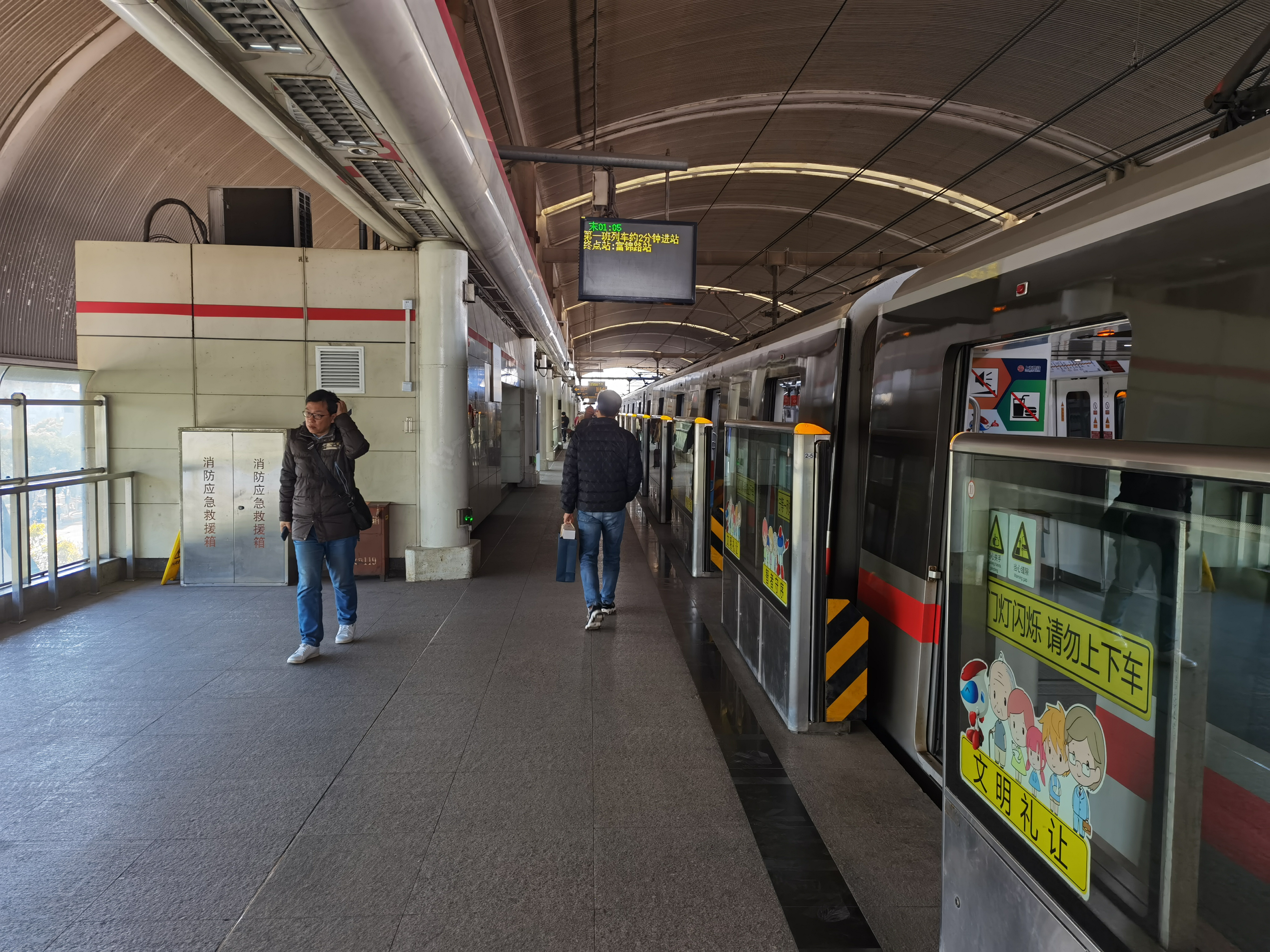
上行终点站下客站台

富锦路站位于中华人民共和国上海市宝山区杨行镇蕰川公路，是上海地铁1号线的地铁车站，并有线路通往富锦路停车场以及预留北延伸路軌。車站于2007年12月29日开始运营。

## 車站结构
富锦路站为高架一岛一侧式站台。

### 楼层分布
| 地上二层 | 侧式站台，右侧开门 | 侧式站台，右侧开门                          | 侧式站台，右侧开门 | 侧式站台，右侧开门 |
|          | ①站台              | █ 1号线 终点站 落客站台                     |                    |                    |
|          | ②站台              | █ 1号线 往莘庄（友谊西路）                  |                    |                    |
|          | 岛式站台，左侧开门 |                                             |                    |                    |
|          | ③站台              | █ 1号线 往莘庄（友谊西路）                  |                    |                    |
| 地面层   | 站厅及出入口       | 1-2出入口、票务服务、自动售票机、人工服务台 |                    |                    |

## 出入口
富锦路站共有2个出入口，各出入口如下所示：
| 出口编号 | 出口指示         | 照片 |
| -------- | ---------------- | ---- |
| 1 · 出口 | 蕰川公路，杨北路 |      |
| 2 · 出口 | 蕰川公路，杨宗路 |      |

## 接驳交通

### 接驳公交
车站北部设有富锦路综合客运交通枢纽，为多条线路的起讫站。此外车站西侧的蕰川公路有杨北公交站。
- 杨北路蕰川公路

1603路（单环线，杨北路蕰川公路↺）
宝山6路（杨北路蕰川公路 - 集宁路罗宁路）
宝山14路（杨北路蕰川公路 - 石洞口码头）
宝山83路（杨北路蕰川公路 - 罗南新村）
宝山91路（杨北路蕰川公路 - 云林路石太路）
宝山92路（杨北路蕰川公路 - 张墅村路年喜路）
宝山95路（杨北路蕰川公路 - 萧云路潘川路）
- 杨北

172路（彭浦新村(保德路) - 江杨北路绥化路）
宝山21路（吴淞公交客运站 - 祁北路抚远路）